# Karalyn Patterson
Karalyn Eve Patterson née le 28 octobre 1953 à Chicago est une psychologue britannique du Département des neurosciences cliniques de l'université de Cambridge et appartient à l'unité de la cognition et des sciences du cerveau (MRC Cognition and Brain Sciences). 
Elle est spécialisée en neuropsychologie cognitive, et membre émérite du Darwin College, Cambridge.

## Biographie

### Formation initiale
Karalyn Patterson est née à Chicago et fréquente la South Shore High School de Chicago dont elle est diplômée en 1961. Elle obtient ensuite son doctorat (PhD) à l'université de Californie à San Diego, en 1971. Sa thèse porte sur les limites de la récupération des informations en mémoire à long terme. 

### Carrière et recherche
En 1975, Karalyn Patterson part en Angleterre pour occuper un poste à l'unité de psychologie appliquée du Medical Research Council (MRC) à Cambridge. 
Elle étudie plus particulièrement deux fonctions cognitives chez les adultes : le langage et la mémoire. Au fil des années, elle se spécialise en neuropsychologie en s'intéressant à la perturbation de ces deux fonctions à la suite de lésions ou de maladies cérébrales : la maladie d'Alzheimer, l'amnésie, l'anomie, l'aphasie, la démence, la dyslexie, ou l'accident vasculaire cérébral (AVC).

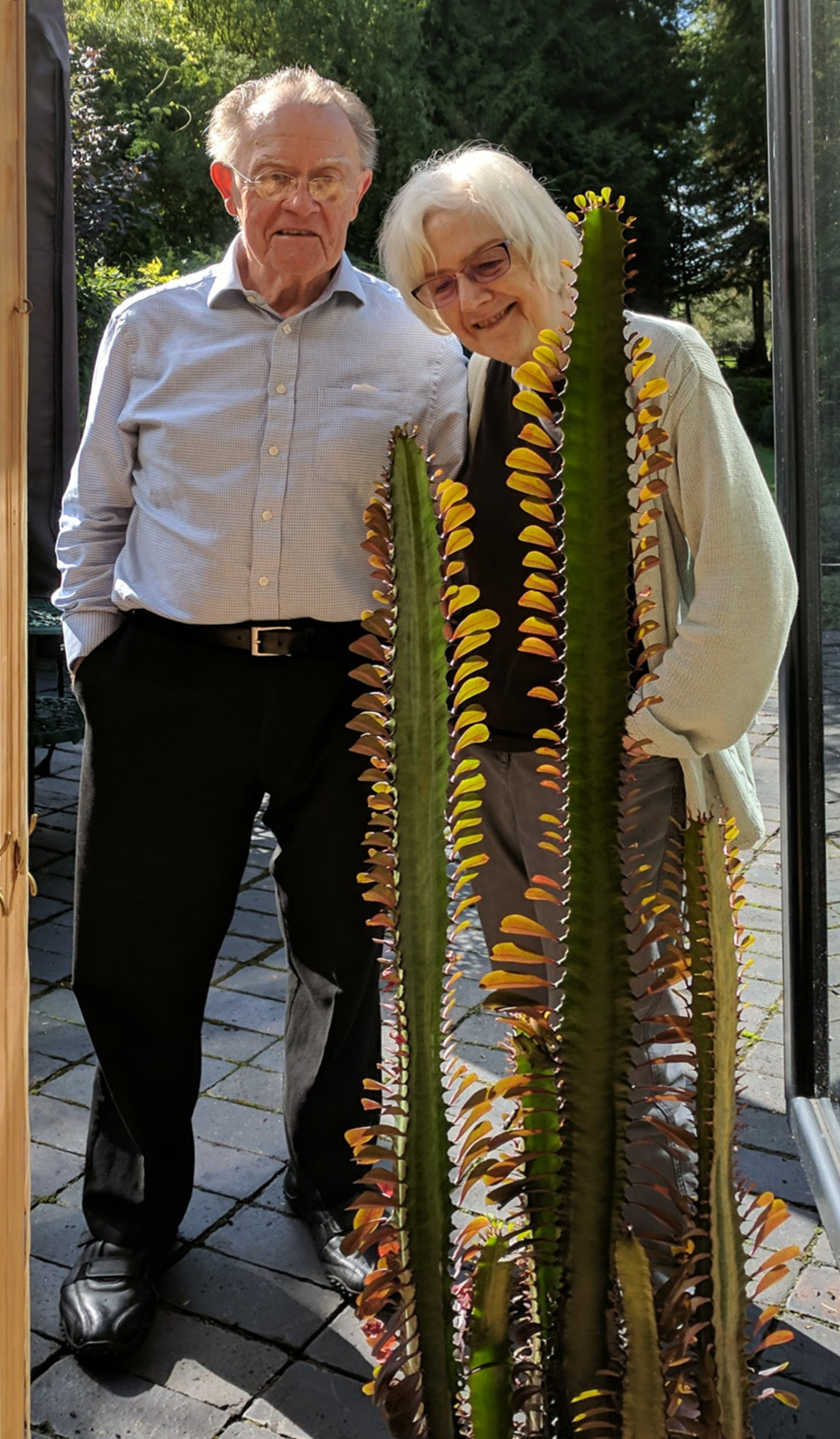
Roy et Karalyn Patterson chez eux à Cambridge

Elle publie de nombreux articles scientifiques ainsi que des livres sur ces sujets,,,.

### Vie privée
En plus de ses rôles universitaires, Karalyn Patterson s'intéresse à la gastronomie et au vin et a été sommelière au Darwin College de Cambridge,. Patterson est par ailleurs mariée à Roy D. Patterson.

## Prix et distinctions
Karalyn Patterson fait partie d'un groupe restreint d'universitaires membres à la fois de la Royal Society, de l'académie nationale des sciences du Royaume-Uni, ainsi que de la British Academy (l'académie nationale des sciences humaines et sociales du Royaume-Uni). 
Lors de sa nomination pour la Royal Society, Karalyn Patterson est décrite comme suit :

« Karalyn Patterson a été l'une des principales initiatrices du domaine de la neuropsychologie cognitive. Les différentes approches qu'elle a développées pour étudier les troubles cérébraux du langage et de la mémoire ont apporté une grande rigueur à ce domaine et ont permis de tester rigoureusement différentes théories. Elle est l'une des rares personnes au monde à pouvoir adopter une approche véritablement pluridisciplinaire comprenant la modélisation informatique, l'observation du comportement, les tests neuropsychologiques et la neuroimagerie fonctionnelle. Ses travaux ont ainsi permis de mieux comprendre comment le langage et la mémoire sont organisés dans le cerveau et comment ils évoluent dans la maladie d'Alzheimer et d'autres types de démence. »

En 2020, Karalyn Patterson reçoit le Suffrage Science Life Sciences Award. Elle obtient également le « Best Female Scientific Awards » en 2022.